# 霖磐桂林烈士纪念碑
霖磐桂林烈士纪念碑，位于中国广东省揭阳市揭东区霖磐镇，为揭东区文物保护单位，类型为近现代重要史迹及代表性建筑，公布时间为1994年8月。
霖磐桂林烈士纪念碑的历史年代为当代。